# ドイチェ・フースバルマイスターシャフト1924-1925
ドイチェ・フースバルマイスターシャフト 1924-1925 はドイツサッカー協会によって開催された第18回目のクラブチーム全国大会である。1.FCニュルンベルクが連覇を飾り、4回目のドイチャー・フースバルマイスターの座に就いた。

## 概要
1905-1906年度以来、初めて本大会進出枠に大きな改革が行われた。各地方協会マイスターシャフトの上位2クラブまたは3クラブまで、出場枠が拡大されたのである。加盟クラブ数が多い南部ドイツサッカー協会と西部ドイツ競技協会には、3枠が与えられた。地方協会によっては、準優勝・3位クラブに自動出場権を与えない場合もあった。出場権を争うプレーオフを設けたり、またはカップ戦勝者に与えたりするケースなどである。また前回王者枠が廃止され、昨年度ドイチャーマイスターの1．FCニュルンベルクは、南部準優勝資格で出場した。
現時点での南ドイツ最強クラブとして臨んだわけではなかったが、それでも前回ドイツ王者ニュルンベルクは、決勝で南部3位のFSVフランクフルトを下して連覇、そして新記録となる4回目のドイツ制覇を達成。VfBライプツィヒを抜いて単独最多のレコードマイスターとなった。
西部ドイツ競技協会のヴェストドイチェ・マイスターシャフトは、現在「1シーズンを二年間かけて行う」方式で行われている。つまり今季は「1924-1926シーズンの前半戦」なのであって、まだ西部王者が決まる段階ではない。しかし、DM1924-1925に出場する西部代表3クラブを決めなくてはならないので、そのためのプレーオフが開催された。そのPOではデュイスブルガーSpVが1位となったのだが、これが原因で「1924-1925年度の西部ドイツ王者」とされることが多い。
労働者体操・スポーツ協会ではドレスデナーSV1910、ドイツ体操団体ではMTVフュルト が、それぞれの大会で優勝しドイチャーマイスターとなった。ドイツ青年活力による全国大会開催はなし。

## 出場クラブ[2]
| クラブ                           | 出場資格                                                              |
| VfBケーニヒスベルク              | バルティッシェ・フースバルマイスターシャフト1924-1925優勝             |
| FCティタニア・シュテッティン     | バルティッシェ・フースバルマイスターシャフト1924-1925準優勝           |
| FCヴィクトリア・フォアスト       | ズュートオストドイチェ・フースバルマイスターシャフト1924-1925優勝     |
| ブレスラオアーSC08               | ズュートオストドイチェ・フースバルマイスターシャフト1924-1925準優勝   |
| ヘルタBSC                        | ベルリナー・フースバルマイスターシャフト1924-1925優勝                 |
| ベルリナーTuFCアレマニア90       | ベルリナー・フースバルマイスターシャフト1924-1925準優勝               |
| VfBライプツィヒ (1893年)         | ミッテルドイチェ・フースバルマイスターシャフト1924-1925優勝           |
| 1.SVイエナ                       | ミッテルドイチェ・フースバルマイスターシャフト1924-1925プレーオフ勝利 |
| ハンブルガーSV                   | 北ドイツ代表                                                          |
| アルトナーFC93                   | 北ドイツ代表                                                          |
| デュイスブルガーSpV              | ヴェストドイチェ・フースバルマイスターシャフト1924-1925優勝           |
| シュヴァルツ＝ヴァイス・エッセン | ヴェストドイチェ・フースバルマイスターシャフト1924-1925準優勝         |
| TuRUデュッセルドルフ             | ヴェストドイチェ第三代表決定プレーオフ勝利                            |
| VfRマンハイム                    | ズュートドイチェ・フースバルマイスターシャフト1924-1925優勝           |
| 1.FCニュルンベルク               | ズュートドイチェ・フースバルマイスターシャフト1924-1925準優勝         |
| FSVフランクフルト                | ズュートドイチェ・フースバルマイスターシャフト1924-1925三位           |

## ラウンドオブ16
開催日：1925年5月3日
会場：ヴァイデンペッシャー・パルク (ケルン)、ハンス=ペルスター=カンプフバーン (シュテッティン)、ツァボ (ニュルンベルク)、NNWプラッツ (ベルリン)、シュターディオン・オストラーゲヘーゲ (ドレスデン)、シュターディオン・アム・ヴァッサートゥルム (ベルリン)、シュポルトプラッツ・シュテッフェックシュトラーセ (ケーニヒスベルク)、ラートレンバーン・アム・プフェルデトゥルム (ハノーファー)

| チーム #1                    | スコア  | チーム #2                          |
| ---------------------------- | ------- | ---------------------------------- |
| ベルリナーTuFCアレマニア90   | 1–2     | デュイスブルガーSpV                |
| 1.FCニュルンベルク           | 2–0     | 1.SVイエナ                         |
| ハンブルガーSV               | 1–2 aet | FSVフランクフルト                  |
| FCティタニア・シュテッティン | 2–4     | アルトナーFC93                     |
| TuRUデュッセルドルフ         | 4–1     | VfRマンハイム                      |
| VfBケーニヒスベルク          | 2–3 aet | ヘルタBSC                          |
| VfBライプツィヒ (1893年)     | 1–2     | ブレスラオアーSC08                 |
| FCヴィクトリア・フォルスト   | 1–2     | エッセナーTBシュヴァルツ＝ヴァイス |

## 準々決勝
開催日：1925年5月17日

会場：シュポルトプラッツ・ホーエルフト (ハンブルク)、Preussen-Stadion auf dem Tempelhofer Feld (ベルリン)、シュターディオン・アン・デア・カストロパー・シュトラーセ (ボーフム)、Sportpark des Breslauer Stadtteils Grüneiche (ブレスラウ)
| チーム #1                          | スコア | チーム #2            |
| ---------------------------------- | ------ | -------------------- |
| アルトナーFC93                     | 0–2    | デュイスブルガーSpV  |
| ブレスラウアーSC08                 | 1–4    | 1.FCニュルンベルク   |
| エッセナーTBシュヴァルツ＝ヴァイス | 1–3    | FSVフランクフルト    |
| ヘルタBSC                          | 4–1    | TuRUデュッセルドルフ |

## 準決勝
開催日：1925年5月24日

会場：ヴェダオシュターディオン (デュイスブルク)、プラッツ・アム・ロンホーファー・ヴェーク (フュルト)

| チーム #1           | スコア  | チーム #2          |
| ------------------- | ------- | ------------------ |
| デュイスブルガーSpV | 0–3     | 1.FCニュルンベルク |
| FSVフランクフルト   | 1–0 aet | ヘルタBSC          |

## 決勝
| FSVフランクフルト | 0 – 1 (延長) | 1.FCニュルンベルク |
| ----------------- | ------------ | ------------------ |
|                   | レポート     | ヴィーダー 108分   |

| FSVフランクフルト |  |                                           |  |
|                   |  |                                           |  |
|                   |  | ヨハン・コッホ                            |  |
|                   |  | アドルフ・ライツ (サッカー選手)           |  |
|                   |  | ベベ・ハイニヒ                            |  |
|                   |  | ゲオーク・フェラー                        |  |
|                   |  | アオゴスト・ヘンス                        |  |
|                   |  | オットー・ヴァルトシュミット              |  |
|                   |  | ラインホルト・シュトレールケ              |  |
|                   |  | アーノ・シュトレールケ                    |  |
|                   |  | ロベール・パシュ                          |  |
|                   |  | ヨハネス・クランプ (サッカー選手)         |  |
|                   |  | ルートヴィヒ・ガッターマン (サッカー選手) |  |
| 監督              |  |                                           |  |
|                   |  |                                           |  |

| 1. FCニュルンベルク |  |                                                 |  |
|                     |  |                                                 |  |
|                     |  | ハインリヒ・シュトゥールファウト                |  |
|                     |  | ルイトポルト・ポップ                            |  |
|                     |  | アントン・クーグラー                            |  |
|                     |  | ハンス・シュミット (1893年生まれのサッカー選手) |  |
|                     |  | カール・リーゲル                                |  |
|                     |  | ハンス・カルプ                                  |  |
|                     |  | ゲオーク・ホーホゲザン                          |  |
|                     |  | ルートヴィヒ・ヴィーダー                        |  |
|                     |  | ハインリヒ・トゥレーク                          |  |
|                     |  | ハンス・ズートーア                              |  |
|                     |  | ヴォルフガン・シュトローベル (サッカー選手)     |  |
| 監督                |  |                                                 |  |
|                     |  |                                                 |  |

## 得点ランキング[6]
| 選手 | 選手                       | クラブ               | 試合数 | 得点数 |
| ---- | -------------------------- | -------------------- | ------ | ------ |
| 1.   | ヨーゼフ・リューケ         | TuRUデュッセルドルフ | 2      | 3      |
| 1.   | アートゥーア・ヴァーネッケ | アルトナーFC93       | 2      | 3      |
| 3.   | ヴィリ・キアザイ           | ヘルタBSC            | 3      | 3      |
| 4.   | ゲオーク・ホッホゲザン     | 1. FCニュルンベルク  | 4      | 3      |
| 4.   | ハインリヒ・トレーク       | 1. FCニュルンベルク  | 4      | 3      |